# Stazione di Metaponto
La stazione di Metaponto è una stazione ferroviaria a servizio del centro abitato di Metaponto, nel territorio del comune italiano di Bernalda, in provincia di Matera. Si trova sulla linea Taranto-Reggio Calabria ed è capolinea della ferrovia Battipaglia-Potenza-Metaponto. È gestita da Rete Ferroviaria Italiana.

## Strutture e impianti

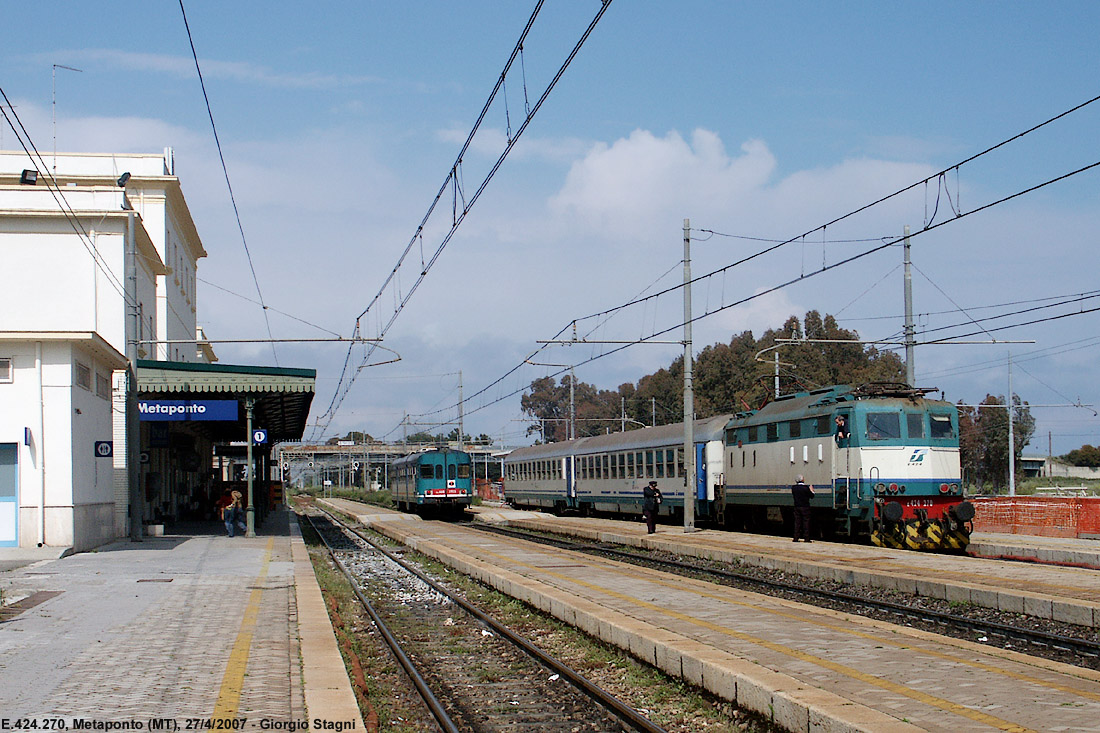
La stazione lato binari nel 2007.

Il fabbricato viaggiatori ospita alcuni servizi per i passeggeri tra cui la biglietteria a sportello ed automatica, la sala di attesa. I servizi igienici sono disponibili all'esterno in un piccolo fabbricato curato e ad essi dedicato. Sul lato sinistro della stazione dove vi è l'accesso aperto alla stazione si ha la palazzina della polizia ferroviaria con i relativi uffici. L'area dell'ex scalo merci ospita, oltre ad i macchinari di manutenzione linea, una Base Transceiver Station del servizio GSM-R di Rete Ferroviaria Italiana.

## Movimento
La stazione è servita da treni regionali svolti da Trenitalia nell'ambito del contratto di servizio stipulato con la Regione Basilicata oltre ad autobus sostitutivi degli stessi regionali per Potenza, Napoli, nonché da collegamenti a lunga percorrenza (InterCity da/per Roma, Taranto, Bari/Lecce e Reggio Calabria e Frecciarossa da/per Milano/Torino e Taranto) svolti dalla medesima impresa ferroviaria. La stazione fa parte della rete Sala Blu con sede di competenza di Bari Centrale.

## Servizi
La stazione, che RFI classifica nella categoria "Silver", dispone di:
- Biglietteria a sportello[senza fonte]
- Biglietteria self-service
- Servizi igienici
- Sala di attesa